# Абиси
Абиси (груз. აბისი) — село в Грузии, на территории Карельского муниципалитета края (мхаре) Шида-Картли.

## География
Село находится в центральной части Грузии, вблизи места слияния рек Лапанисцкали и Западная Проне, на расстоянии приблизительно 11 километров (по прямой) к северо-западу от города Карели, административного центра муниципалитета. Абсолютная высота — 681 метр над уровнем моря.

## Население
По результатам официальной переписи населения 2014 года в Абиси проживало 399 человек (212 мужчин и 187 женщин). В национальной структуре населения грузины составляли 99 %.
| Год  | Население, человек |
| ---- | ------------------ |
| 2002 | 517                |
| 2014 | ↘ 399              |